# Dopravní podnik hlavního města Prahy
Dopravní podnik hlavního města Prahy, akciová společnost (DPP) – główny operator miejskiego transportu publicznego – metra, tramwajów i autobusów w stolicy Czech, Pradze. Jest to także operator kilku linii podmiejskich i dwóch praskich kolejek linowych. Według rocznego raportu organizacji ROPID za rok 2011 udział DPP w przewozach autobusowych w Pradze i okolicach był równy 67,62%. Przewoźnik ma własną szkołę zawodową transportu. Firma wydaje magazyn transportowy dla swoich pracowników DP kontakt, publikowany na własnej stronie internetowej.
W 2016 r. DPP przewiózł 1,17 mld pasażerów, co stanowi wzrost o 9,6% w porównaniu z 2015 r. Na początku 2017 r. DPP posiadało 1179 autobusów, 857 tramwajów i 730 wagonów metra. W 2019 r. w firmie zatrudnionych było 10 994 pracowników, co stanowiło wzrost względem roku 2016, gdy firma liczyła 10 910 pracowników.

## Historia
Do 1897 r. transport publiczny w Pradze był zarządzany wyłącznie przez prywatne firmy. Historia Dopravního podniku hlavního města Prahy rozpoczyna się od komisji Urzędu Miasta w Pradze, która powstała w 1890 r. w celu zaopiniowania propozycji burmistrza miasta Královské Vinohrady dotyczącej uruchomienia linii tramwaju parowego łączącego oba miasta. Nie osiągnięto wówczas porozumienia w sprawie tramwaju parowego, lecz komisja nadal działała pod nazwą Komisja ds. kolei elektrycznych (czes. Komise pro elektrické dráhy). Tramwaje w Královskich Vinohradach były początkowo budowane bez udziału Pragi, ale ostatecznie Praga dołączyła do projektu za pośrednictwem miejskiego przedsiębiorstwa gazowniczego. Od początku 1897 r. Komisję ds kolei elektrycznych przemianowano na Zarząd Kolei Elektrycznych (czes. Správní rada elektrických drah). 1 września 1897 r. zarząd został decyzją Rady Miasta przekształcony w nowy podmiot Kancelarii miejskich przedsiębiorstw elektrycznych (czes. Kancelář městských elektrických podniků), dwa lata później jednostka została wpisana do rejestru pod nazwą Elektrické podniky král. hlavního města Prahy (Elektryczne Przedsiębiorstwa Królewskiego Stołecznego Miasta Pragi).
27 czerwca 1897 r. Praga zakupiła prywatną sieć praskich tramwajów konnych, a 15 grudnia 1897 r. przedsiębiorstwo Městská elektrická dráha Královských Vinohrad z Vinohradów zostało połączone z praskim przewoźnikiem. W 1900 r. Praga zakupiła także linię tramwajową Smíchov – Košíře, a w 1907 r. także linię tramwajową do Vysočan, czym zakończył się proces komunalizacji i monopolizacji praskiego systemu transportu publicznego.
W dzisiejszej formie prawnej spółki akcyjnej przedsiębiorstwo funkcjonuje od roku 1991. W przeszłości przedsiębiorstwo wielokrotnie zmieniało nazwę:
- 1890 – komise pro posouzení návrhu na zřízení parní tramvaje
- lata 90. XIX w. – Komise pro elektrické dráhy
- styczeń 1897 – Správní rada elektrických drah
- 1 września 1897 – Kancelář městských elektrických podniků
- 1897 – Elektrické podniky král. hlavního města Prahy
- 1918 – Elektrické podniky hlavního města Prahy
- 1940 – Elektrizitätsunternehmungen der Hauptstadt Prag – Elektrické podniky hlavního města Prahy
- 15 lipca 1942 – Stadtwerke Prag – Městské podniky pražské
- maj 1945 – Městské podniky pražské
- 6 września 1946 – Dopravní podniky hlavního města Prahy
- 1 stycznia 1949 – Dopravní podnik hlav. města Prahy, komunální podnik
- 1 lipca 1953 – Dopravní podnik hlavního města Prahy
- 1 stycznia 1971 – Dopravní podniky hlavního města Prahy (VHJ)
- 1 stycznia 1977 – Dopravní podniky hlavního města Prahy, koncern
- 1 czerwca 1989 – Dopravní podnik hlavního města Prahy – kombinát, státní podnik
- 1 kwietnia 1991 – Dopravní podnik hlavního města Prahy, akciová společnost

## Struktura organizacyjna
Przedsiębiorstwo od roku 1991 funkcjonuje w formie spółki akcyjnej, której jedynym akcjonariuszem posiadającym udział o wartości 32 miliardów Kč było początkowo miasto Praga. W 1995 r. udział ten został podzielony na 3001 udziałów, właściciel się nie zmienił. Rozszerzona rada (dawniej sama rada) pełni funkcje walnego zgromadzenia i wybiera przewodniczącego rady dyrektorów.
W bazie danych rejestru handlowego nazwa firmy zapisana została w 1991 r. z błędami w zapisie spacji przy interpunkcjach, tj. Dopravní podnik hl.m. Prahy, akciová společnost.
Firma posiada całościowe lub częściowe udziały w kilku spółkach-córkach:
- Pražská strojírna a. s. Przedmiotem działalności jest projektowanie i produkcja konstrukcji szynowych. 100% udziału.
- RENCAR Praha a. s., firma reklamowa, założona w 1990 roku. 28% udziału.
- SPŠD a. s. (Szkoła Zawodowa Transportu, czes. střední průmyslová škola dopravní), ma niezależną osobowość prawną od 1 stycznia 1998 r. 100% udziałów.

### Zarząd
Stan osobowy z sierpnia 2025 r.
- Przewodniczący Rady Dyrektorów: Ladislav Urbánek
- Wiceprzewodniczący Rady Dyrektorów: Jan Šurovský
- Członkowie Rady Dyrektorów: Jan Barchánek, Jiří Pařízek

### Dyrektorzy działów
Stan osobowy z sierpnia 2025 r.
- Dyrektor generalny: Ladislav Urbánek
- Dyrektor ds. transportu: Jan Barchánek
- Dyrektor ds. technicznych transportu naziemnego: Jan Šurovský
- Dyrektor ds. gospodarczych: Jiří Pařízek
- Dyrektor ds. personalnych: Marie Mourková
- Dyrektor ds. bezpieczeństwa: Jan Krejčí
- Dyrektor ds. technicznych metra: Jaroslav Kristen

### Rada nadzorcza
Stan osobowy z sierpnia 2025 r.
- Przewodniczący Rady Nadzorczej: Zdeněk Hřib
- Wiceprzewodniczący Rady Nadzorczej: Roman Slanina
- Członkowie Rady Nadzorczej: Josef Buriánek, Vratislav Feigel, Tomáš Homola, Reda Ifrah, Jakub JiranIng, Zdeněk KováříkIng, Gabriela Lněničková, Marcel Nový, Jiří ObitkoIng, Ondřej ProkopIng, Adam Scheinherr, Tomáš Sunegha, Adam Zemek

## Zajezdnie

### Autobusowe
Numer zajezdni umieszcza się na przedzie pojazdu.
- 1 – Dejvice (zamknięta w 2004 r.)
- 2 – Klíčov
- 3 – Libeň (zamknięta w latach 90. XX wieku)
- 4 – Vršovice
- 5 – Kačerov
- 6 – Pankrác (zamknięta w latach 80. XX wieku)
- 6 – Hostivař
- 7 – Řepy

### Tramwajowe
Numer zajezdni stanowi pierwszą cyfrę numeru umieszczanego z boku tramwaju.
- 1 – Hloubětín
- 2 – Kobylisy
- 3 – Motol
- 4 – Pankrác
- 5 – Strašnice
- 6 – Střešovice (dziś Muzeum miejskiego transportu publicznego w Pradze, obsługuje linię nr 41 i dwie brygady linii nr 23)
- 7 – Vokovice
- 8 – Žižkov

### Metra
- Kačerov
- Hostivař
- Zličín

## Sprzedaż biletów

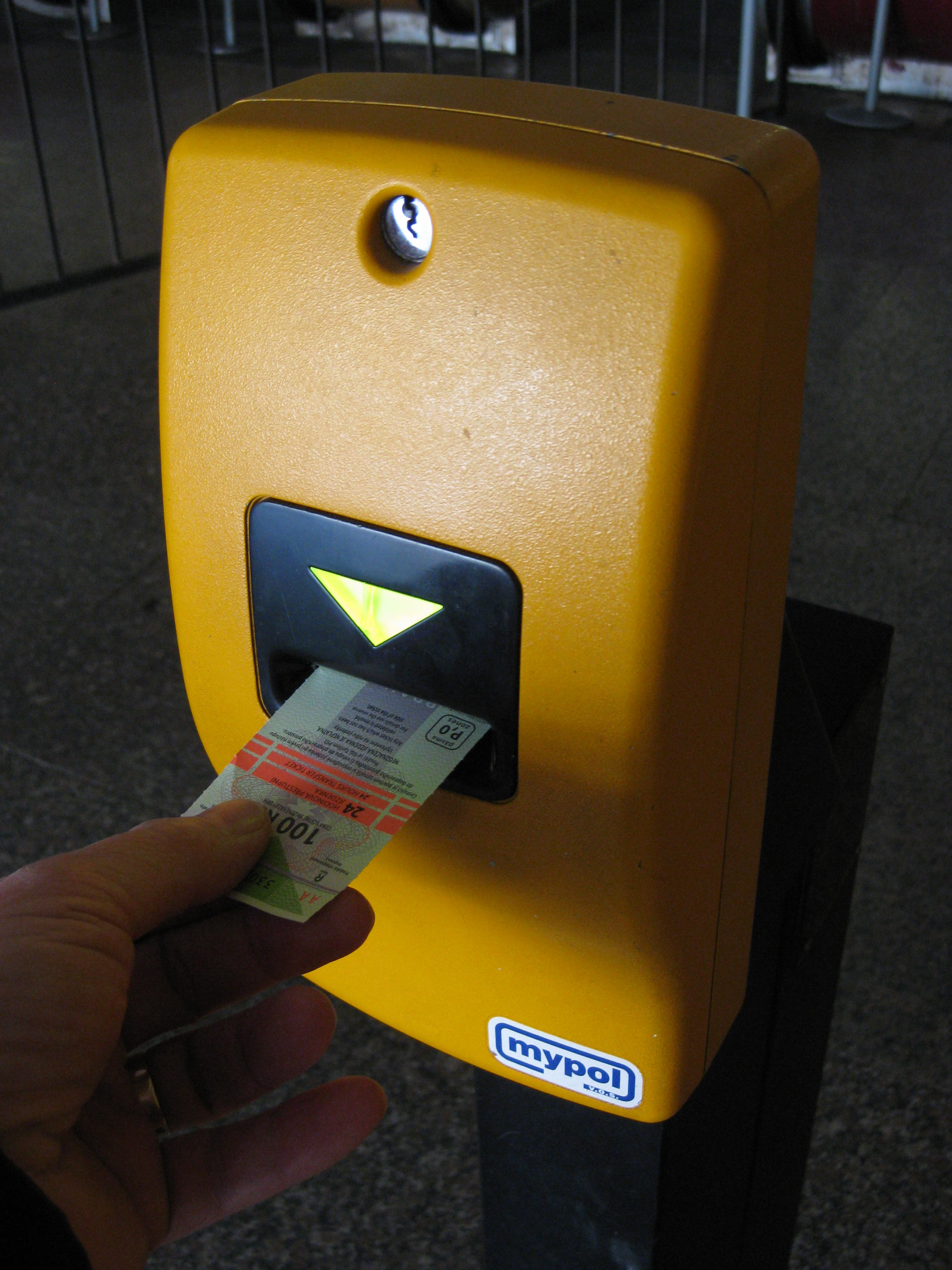
Praski kasownik biletów

Sprzedaż prawie wszystkich biletów prowadzona jest w sieci kas biletowych, które znajdują się głównie na stacjach metra. Od lat 90. XX wieku operatorem kas biletowych była firma Petr Šoch. Po tym, jak w 2007 r. Dopravní podnik wypowiedział umowę wyżej wspomnianej firmie, w listopadzie 2007 prowadzenie kas powierzono bezprzetargowo, pierwotnie na trzy miesiące, agencji rekrutacyjnej VD Work Agency, co zaskoczyło Radę Nadzorczą DP. Krótko przed tym dyrektor Martin Dvořák twierdził, że firma Šoch będzie sprzedawać bilety do czasu, gdy nie zostanie wybrana nowa firma. Od 1 marca 2008 r. operatorem kas jest firma Cross Point.
Na powierzenie firmie Cross Point sprzedaży biletów złożono zażalenie w 2017 r. W maju 2019 r. Sąd miejski w Pradze nieprawomocnie uniewinnił wszystkich 17 oskarżonych.
Firma sprzedaje również bilety o krótszym czasie ważności za pośrednictwem własnej sieci automatów biletowych.